# Alive / Physical thing
Singles de Kumi Kōda
3 Splash
(2009) Can We Go Back
(2010)
ALIVE / Physical thing est le 45e single de Kumi Kōda sorti sous le label Rhythm Zone le 16 septembre 2009 au Japon. Il atteint la première place du classement de l'Oricon. Il se vend à 32 468 exemplaires la première semaine, et reste classé pendant 7 semaines, pour un total de 44 745 exemplaires vendus. Il sort en format CD et CD+DVD.
Alive a été utilisé comme thème musical pour le film Kamui the Ninja. Physical thinga été utilisé comme campagne publicitaire pour music.jp. Les 2 chansons se trouvent suur l'album Universe.

## Liste des titres
| 1. | Alive                                                                    | Kumi Kōda                                               | Taro Iwashiro                                           | 3:43 |
| 2. | Physical thing                                                           | Kumi Kōda, Hugo Lira, Ian-Paolo Lira, Thomas Gustafsson | Kumi Kōda, Hugo Lira, Ian-Paolo Lira, Thomas Gustafsson | 3:01 |
| 3. | Alive (instrumental)                                                     | Kumi Kōda                                               | Taro Iwashiro                                           | 3:42 |
| 4. | Physical thing (instrumental)                                            | Kumi Kōda, Hugo Lira, Ian-Paolo Lira, Thomas Gustafsson | Kumi Kōda, Hugo Lira, Ian-Paolo Lira, Thomas Gustafsson | 3:00 |
| 5. | Trick (Live Version From Trick Tour 2009) (seulement sur la version CD)  |                                                         |                                                         | 3:06 |
| 6. | Joyful (Live Version From Trick Tour 2009) (seulement sur la version CD) |                                                         |                                                         | 5:34 |

| 1. | Alive                            |  |
| 2. | Physical thing                   |  |
| 3. | Bande annonce du Trick Tour 2009 |  |